# Wagner-Puskás Péter
Wagner-Puskás Péter (Kaposvár, 1979. –) magyar zenei vezető, zenész, billentyűs, korrepetitor, számos színházi produkció közreműködője.

## Életpályája
Pécsett és Budapesten folytatott klasszikus és jazz zenei tanulmányokat. A Liszt Ferenc Zeneművészeti Egyetemen 2007-ben végzett.
Elsősorban a színházi világban tevékenykedik 2004 óta, budapesti színházak és független társulatok előadásainak kreatív zenei alkotójaként. 2010-től 2013-ig a Pesti Magyar Színház zenei vezetője, 2011–2014 között a Pesti Magyar Színiakadémia korrepetitora és zenei mesterség tanára, volt.
A Színházi adattárban 2017. február 2-i lekérdezéskor Wágner Puskás Péterként egyszer, Puskás Péterként és Wagner-Puskás Péterként pedig kétszer szerepel a regisztrált bemutatók alapján.

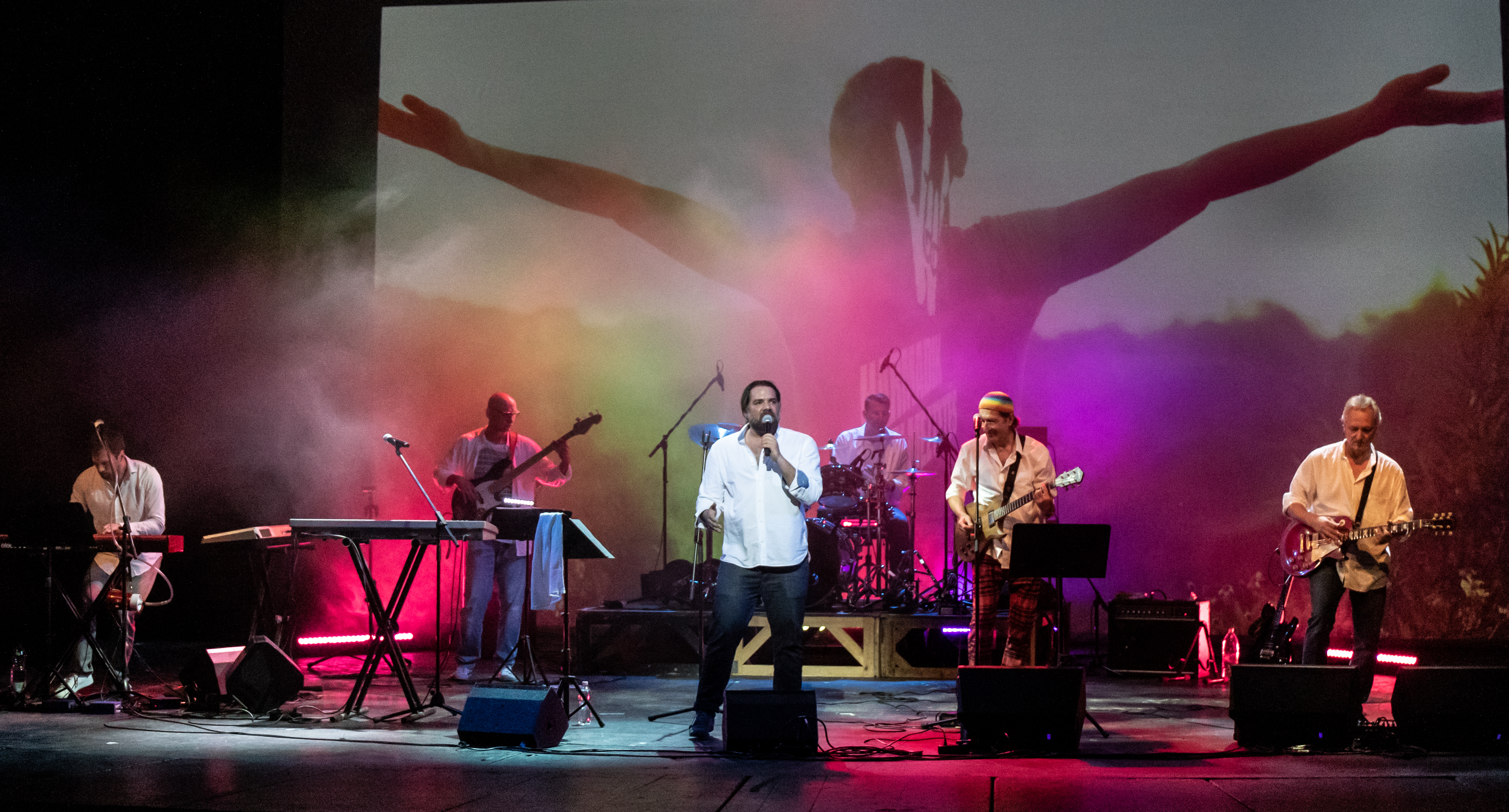
Harmadik Figyelmeztetés jubileumi gálakoncert (2019, Pesti Magyar Színház, fotó: Juhász Éva)

Több színház zenés darabjában zongoristaként, harmonikásként is látható. Több színházi és zenei formáció tagja. Így a 2003-ban – a Mohácsi János rendezte Csak egy szög című előadásra – létrejött és azóta is játszó Szakértők, a 2007 nyarán alakult Szabvány zenekar és a 2009 óta működő Harmadik Figyelmeztetés színészzenekar alapító-tagja, billentyűs-énekese. Közreműködött a Sajnaroli és a Rana 2013-ban megjelent Endorfin című lemezén, 2014-től pedig az Ágoston Béla szaxofonos-basszusklarinétos által létrehozott formáció, a Klassz-szike Trió tagja, mely klasszikus darabokat dolgoz fel improvizációk, átiratok, újragondolások formájában.

## Fontosabb színházi munkái
- Carlo Goldoni: Karneválvégi éjszaka

- zenei vezető, zenész (bemutató: 2005, Radnóti Miklós Színház, rendező: Rusznyák Gábor)
- Ben Elton: Volt egyszer egy csapat

- zenész (bemutató: 2005, Madách Színház, rendező: Szirtes Tamás)
- Vörösmarty Mihály: Csongor és Tünde

- zenész (bemutató: 2006, Nemzeti Színház, rendező: Valló Péter)
- Remenyik Zsigmond, Márkos Albert: Pokoli disznótor

- karmester, zenész (bemutató: 2009, Nemzeti Színház, rendező: Dömötör András)
- Fejes Endre, Presser Gábor: Jó estét nyár, jó estét szerelem

- zenei vezető, zenész (bemutató: 2010, rendező: Rába Roland)
- Hajtűk Csákányi Eszter zenés előadói estje

- zenei vezető, hangszerelő, zenész (bemutató: 2011, Orfeum)
- Musik, Musikk, Musique – zenei munkatárs, zenész (bemutató: 2012, Müpa és Katona József Színház, rendező: Pelsőczy Réka)
- Neil Simon, Cy Coleman, Dorothy Fields: Cabiria éjszakái

- Sweet Charity – zenei vezető, karmester (bemutató: 2010, Magyar Színház, rendező: Pelsőczy Réka)
- Ödön von Horváth: Mit csinál a kongresszus?

- zenész (bemutató: 2006, Katona József Színház, rendező: Ascher Tamás)
- Knut Hamsun: Éhség

- zenész (bemutató: 2008, Katona József Színház, rendező: Ascher Tamás)
- Sven Nordquist, Márkos Albert: Pettson és Findusz

- zenész (bemutató: 2012, Budapest Bábszínház, rendező: Bereczky Csilla)
- Paul Blake, Zöldi Gergely: Római vakáció

- zenei vezető, zongorista (bemutató: 2013, Belvárosi Színház, rendező: Pelsőczy Réka)
- Mohácsi István, Mohácsi János: A csillagos ég, avagy a nemzetközi sikerre való tekintet

- zenész (bemutató: 2013, Radnóti Miklós Színház, rendező: Mohácsi János)
- Pataki Éva: Edith és Marlene

- zenei vezető, zongorista (bemutató: 2013. 12. 04. Centrál Színház, rendező: Mészáros Márta)
- William Shakespeare, Mohácsi István, Mohácsi János: A velencei kalmár

- zenész (bemutató: 2013, Nemzeti Színház, rendező: Mohácsi János)
- Peter Shaffer, Zöldi Gergely: Amadeus

- zenei vezető (bemutató: 2014, Belvárosi Színház, rendező: Szikszai Rémusz)
- Makszim Gorkij, Radnai Annamária: Fényevők

- zenész (bemutató: 2014, Katona József Színház, rendező: Ascher Tamás)
- Eugène Ionesco, Mészöly Miklós, Rába Roland: Utolsó

- zenei vezető (bemutató: 2014, Proton Színház, rendező: Rába Roland)
- Anton Pavlovics Csehov, Háy Gyula: Sirály avagy 80 kiló szerelem - zenei munkatárs (bemutató: 2015, Jászai Mari Színház Tatabánya, rendező: Rába Roland)[23]
- Joe Masteroff, Vörös Róbert, Fred Ebb, Varró Dániel: Kabaré

- zenei vezető, zongorista (bemutató: 2015, Budapest Bábszínház, rendező: Alföldi Róbert)
- Galt MacDermot, Gerome Ragni, James Rado, Gerome Ragni, James Rado, Závada Péter: Hair

- zenei vezető, zenész (bemutató: 2015, Belvárosi Színház, rendező: Mohácsi János)
- Kovács Márton, Mohácsi testvérek, Parti Nagy Lajos: Köd utánam

- zenész (bemutató: 2015, Örkény Színház R: Mohácsi János)
- Gimesi Dóra, Teszárek Csaba: Az időnk rövid története

- zenész (bemutató: 2016, Trafó R: Hoffer Károly)
- Richard Bean: Egy fenékkel két lovat

- zenei vezető (bemutató: 2016, Belvárosi Színház R: Pelsőczy Réka)
- Jörg Hilbert, Katona Mária, Felix Janosa: Rozsda lovag és Fránya Frida

- zenei vezető, zenész (bemutató: 2016, Karinthy Színház R: Bozsik Yvette)
- David Walliams, Gimesi Dóra: Gengszter nagyi

- zenész, Flavio Flavioli (bemutató: 2016, Budapest Bábszínház R: Hoffer Károly)
- Csiky Gergely, Mohácsi testvérek: Buborékok

- zenész (bemutató: 2015, Radnóti Színház R: Mohácsi János)